# Бендюга
Бендюга (укр. Бендюга) — село в Червоноградской городской общине Шептицкого района Львовской области Украины.
Население по переписи 2001 года составляло 418 человек. Занимает площадь 0,66 км². Почтовый индекс — 80084. Телефонный код — 3257.